# زيب النساء

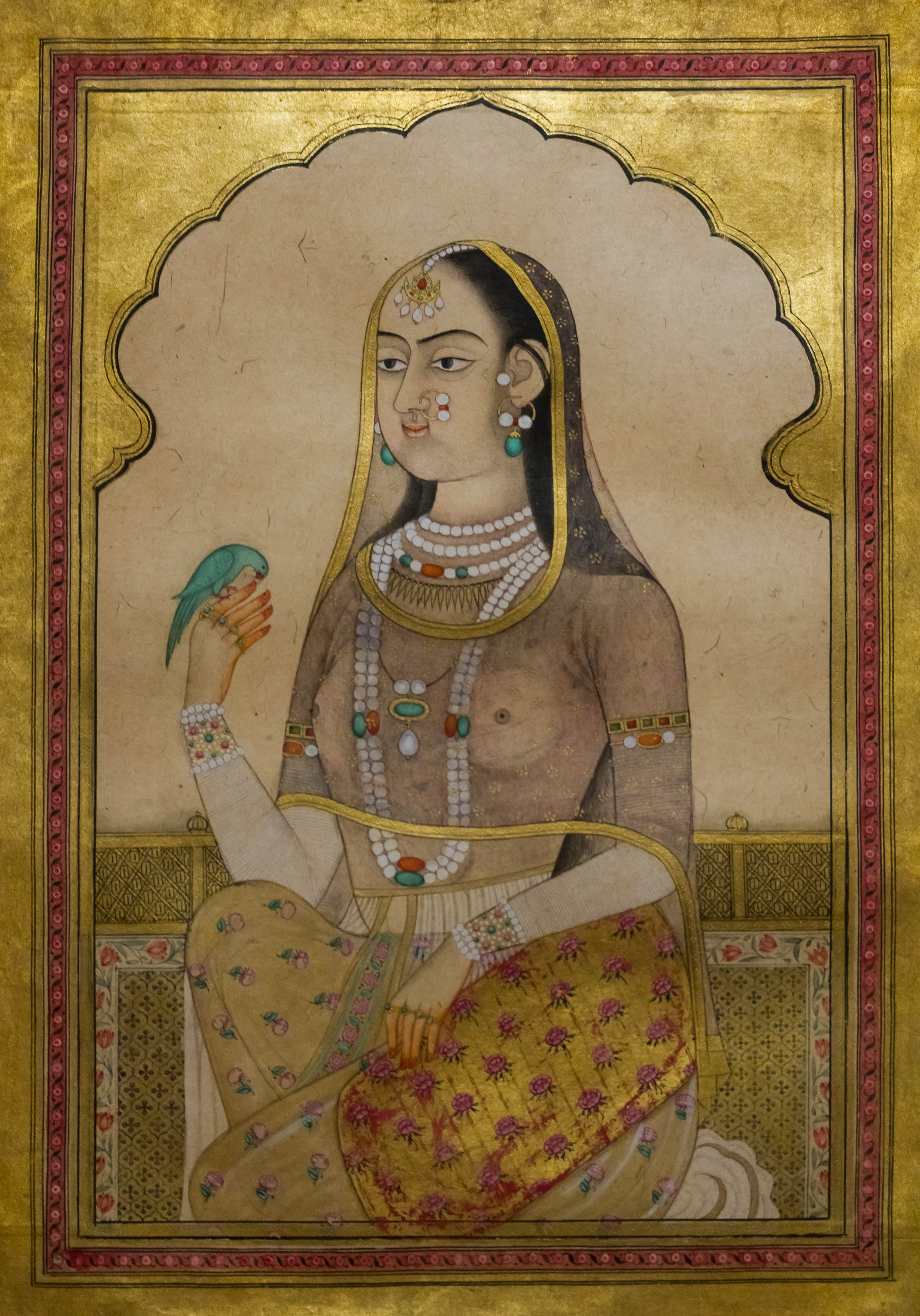
زيب النساء.

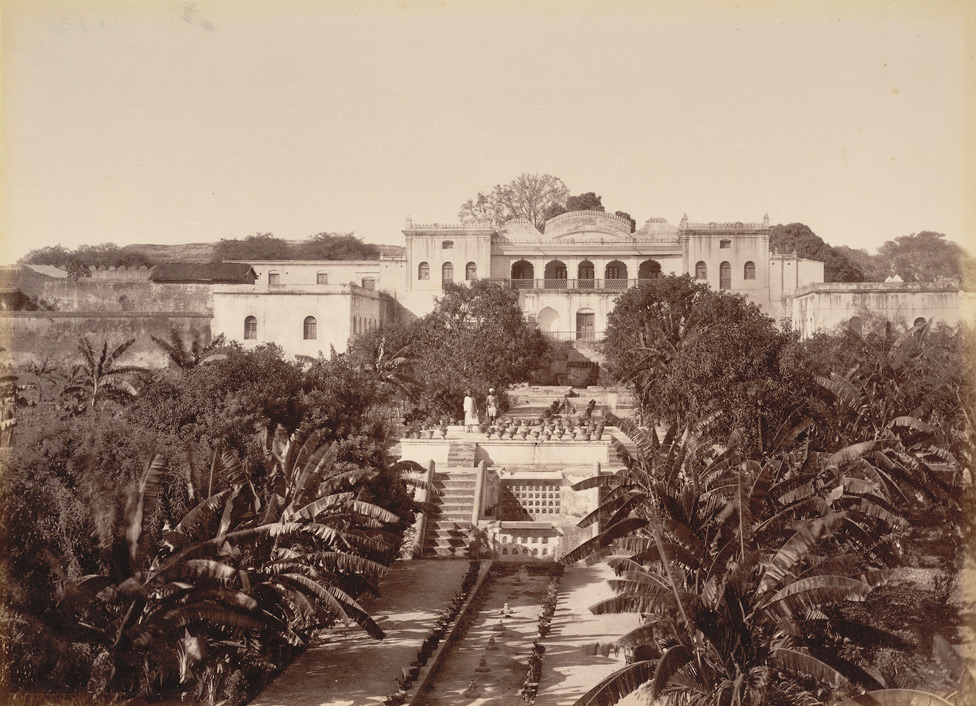
قصر زيب النساء في أورنگ آباد، ماهاراشترا، الهند.

زيب النساء (1048 - 1113 هـ) هي البنت الكبرى للسطان أورنكزيب عالم كير وهي أديبة وشاعرة وخطاطة وحافظة للقرآن، عارفة باللغتين العربية والفارسية.
تشتهر في شعرها باسم مخفي. ولدت في الهند 1048 هـ، وقيل 1047 هـ وتوفيت في الهند 1113 هـ، ودفنت في دهلي.

## آثارها
من آثارها: «زيب المنشئات» وديوان شعر وتفسير للقرآن يسمى «زيب التفاسير»، قيل أنه التفسير الوحيد التي كتبته امرأة. فقد قال محمد خير يوسف: «في «معجم المفسرين من صدر الإسلام حتى العصر الحاضر»، لعادل نويهض، الذي ضُمت محتوياته في مجلدين ضخمين: لم أرَ فيه سوى ذكر امرأة واحدة لها تفسير، وهي: زيب النساء بنت الشاه محيي الدين أورنكزيب عالم كير».